# Кубок Німеччини з футболу 1972—1973
Кубок Німеччини з футболу 1972—1973 — 30-й розіграш кубкового футбольного турніру в Німеччині, 21 кубковий турнір на території Федеративної Республіки Німеччина після закінчення Другої світової війни. У кубку взяли участь 32 команди. Переможцем кубка Німеччини вдруге у своїй історії стала Боруссія (Менхенгладбах).

## Перший раунд
Перші матчі відбулись 9 грудня, а матчі-відповіді 18-20 грудня 1972 року.
| Команда 1                           | Заг. | Команда 2                     | 1-й матч | 2-й матч |
| ----------------------------------- | ---- | ----------------------------- | -------- | -------- |
| Ганновер 96                         | 3:4  | Айнтрахт (Франкфурт-на-Майні) | 1:0      | 2:4      |
| Вольфсбург (2)                      | 4:5  | Штутгарт                      | 2:2      | 2:3      |
| Ганновер (Ботфельд) (2)             | 0:9  | Герта (Західний Берлін)       | 0:6      | 0:3      |
| Пірмазенс (2)                       | 4:5  | Рот-Вайс (Обергаузен)         | 4:1      | 0:4      |
| Штутгартер Кікерс (2)               | 2:6  | Айнтрахт (Брауншвейг)         | 1:1      | 1:5      |
| Вакер 04 (Західний Берлін) (2)      | 1:9  | Вердер                        | 1:5      | 0:4      |
| Рот-Вайс (Ессен) (2)                | 5:8  | Гамбург                       | 5:3      | 0:5 дч   |
| Санкт-Паулі (2)                     | 3:4  | Кікерс (Оффенбах)             | 3:1      | 0:3      |
| Ворматія (Вормс) (2)                | 5:7  | Бохум                         | 4:4      | 1:3      |
| Зюдвест (Людвігсгафен-на-Рейні) (2) | 2:6  | Шальке 04                     | 1:3      | 1:3      |
| Пройсен Мюнстер (2)                 | 2:4  | Дуйсбург                      | 2:1      | 0:3      |
| Бармбек-Уленгорст (Гамбург) (2)     | 1:11 | Баварія                       | 1:4      | 0:7      |
| Фрайбургер (2)                      | 4:8  | Боруссія (Менхенгладбах)      | 3:1      | 1:7      |
| Байройт (2)                         | 4:6  | Кайзерслаутерн                | 4:2      | 0:4      |
| Фортуна (Кельн) (2)                 | 2:5  | Кельн                         | 2:1      | 0:4      |
| Вупперталер                         | 3:2  | Фортуна (Дюссельдорф)         | 3:0      | 0:2      |

## Другий раунд
Перші матчі відбулись 3 березня, а матчі-відповіді 14 березня 1973 року.
| Команда 1             | Заг. | Команда 2                     | 1-й матч | 2-й матч |
| --------------------- | ---- | ----------------------------- | -------- | -------- |
| Айнтрахт (Брауншвейг) | 3:2  | Айнтрахт (Франкфурт-на-Майні) | 1:0      | 2:2      |
| Вупперталер           | 3:5  | Кікерс (Оффенбах)             | 3:2      | 0:3      |
| Дуйсбург              | 3:6  | Герта (Західний Берлін)       | 1:2      | 2:4      |
| Шальке 04             | 1:3  | Боруссія (Менхенгладбах)      | 0:2      | 1:1      |
| Гамбург               | 3:6  | Кельн                         | 2:2      | 1:4      |
| Рот-Вайс (Обергаузен) | 2:5  | Баварія                       | 1:2      | 1:3      |
| Бохум                 | 5:6  | Вердер                        | 4:4      | 1:2      |
| Штутгарт              | 2:3  | Кайзерслаутерн                | 2:1      | 0:2 дч   |

## Чвертьфінали
Перші матчі відбулись 14 квітня, а матчі-відповіді 18 квітня 1973 року.
| Команда 1                | Заг. | Команда 2               | 1-й матч | 2-й матч |
| ------------------------ | ---- | ----------------------- | -------- | -------- |
| Айнтрахт (Брауншвейг)    | 2:8  | Кельн                   | 0:5      | 2:3      |
| Кікерс (Оффенбах)        | 6:4  | Баварія                 | 2:2      | 4:2      |
| Вердер                   | 4:2  | Герта (Західний Берлін) | 2:0      | 2:2      |
| Боруссія (Менхенгладбах) | 5:2  | Кайзерслаутерн          | 2:1      | 3:1      |

## Півфінали
Перші матчі відбулись 1-2 травня, а матчі-відповіді 16 травня 1973 року.
| Команда 1 | Заг. | Команда 2                | 1-й матч | 2-й матч |
| --------- | ---- | ------------------------ | -------- | -------- |
| Вердер    | 3:7  | Боруссія (Менхенгладбах) | 1:3      | 2:4      |
| Кельн     | 6:1  | Кікерс (Оффенбах)        | 5:0      | 1:1      |

## Фінал
| 23 червня 1973 16:00 (CET) |

| Боруссія (Менхенгладбах) | 2:1 дч   | Кельн       |
| ------------------------ | -------- | ----------- |
| Віммер 24' Нетцер 94'    | Протокол | Нойманн 40' |

| Рейнштадіон, Дюссельдорф Глядачів: 69 600 Арбітр: Курт Ченшер |